# Scottish Premiership 2016/17
Die Scottish Premiership war 2016/17 die vierte Austragung als höchste schottische Fußball-Spielklasse der Herren. Die Liga wurde offiziell als Ladbrokes Scottish Premiership ausgetragen. Es war zudem die 120. Austragung der höchsten Fußball-Spielklasse innerhalb der 2013 gegründeten Scottish Professional Football League, in welcher der Schottische Meister ermittelt wurde. Sie begann am 6. August 2016 und endete mit dem 38. Spieltag am 21. Mai 2017.
Nach der regulären Saison, die als 1. Runde bezeichnet wurde und in der alle Mannschaften jeweils dreimal gegeneinander antraten, begann die abschließende 2. Runde, die in zwei Gruppen der Meisterschafts- und Abstiegs-Play-offs unterteilt wurde. Der Elftplatzierte der Premiership trat danach in Relegationsspielen an, in der die Zweit-, Dritt- und Viertplatzierten der Championship teilnahmen. Der Tabellenletzte stieg direkt ab.
Als Aufsteiger aus der letztjährigen Championship nahmen die Glasgow Rangers an der Premiership teil. Vier Jahre nach ihrem Zwangsabstieg erreichten die Rangers damit den Wiederaufstieg in die 1. Liga in Schottland, womit es erstmals seit der Saison 2011/12 zum traditionsreichen Old Firm in der Liga kam. Ab der Saison 2016/17 war der Celtic Park als erstes Stadion im Vereinigten Königreich wieder über offizielle Stehplätze ausgestattet.
Die Meisterschaft gewann zum insgesamt 48. Mal in der Vereinsgeschichte Celtic Glasgow. Es war zudem der sechste Titel in Folge. Durch ihren 0:5-Auswärtssieg am 30. Spieltag gegen den Heart of Midlothian konnten die Bhoys die Meisterschaft bereits vor der 2. Runde für sich sichern. Celtic qualifizierte sich damit als Meister für die folgende Champions League Saison-2017/18. Die Zweit-, Dritt- und Viertplatzierten der FC Aberdeen, die Glasgow Rangers und der FC St. Johnstone, qualifizierten sich für die UEFA Europa League 2017/18. Inverness Caledonian Thistle stieg direkt in die Championship ab.

## Vereine
| Verein                       | Stadt      | Stadion               | Kapazität |
| ---------------------------- | ---------- | --------------------- | --------- |
| FC Aberdeen                  | Aberdeen   | Pittodrie Stadium     | 21.421    |
| FC Dundee                    | Dundee     | Dens Park             | 12.085    |
| Celtic Glasgow               | Glasgow    | Celtic Park           | 60.355    |
| Glasgow Rangers              | Glasgow    | Ibrox Stadium         | 50.947    |
| Hamilton Academical          | Hamilton   | New Douglas Park      | 06.000    |
| Heart of Midlothian          | Edinburgh  | Tynecastle Stadium    | 17.529    |
| Inverness Caledonian Thistle | Inverness  | Caledonian Stadium    | 07.800    |
| FC Kilmarnock                | Kilmarnock | Rugby Park            | 18.128    |
| FC Motherwell                | Motherwell | Fir Park              | 13.677    |
| Partick Thistle              | Glasgow    | Firhill Stadium       | 10.102    |
| Ross County                  | Dingwall   | Global Energy Stadium | 06.541    |
| FC St. Johnstone             | Perth      | McDiarmid Park        | 10.696    |

## 1. Runde

### Tabelle
| Pl. | Verein                       | Sp. | S  | U  | N  | Tore    | Diff. | Punkte |
| --- | ---------------------------- | --- | -- | -- | -- | ------- | ----- | ------ |
| 1.  | Celtic Glasgow (M)           | 33  | 29 | 4  | 0  | 087:220 | +65   | 91     |
| 2.  | FC Aberdeen                  | 33  | 21 | 4  | 8  | 063:280 | +35   | 67     |
| 3.  | Glasgow Rangers (N, C)       | 33  | 16 | 10 | 7  | 048:340 | +14   | 58     |
| 4.  | FC St. Johnstone             | 33  | 14 | 7  | 12 | 044:400 | +4    | 49     |
| 5.  | Heart of Midlothian          | 33  | 12 | 9  | 12 | 051:430 | +8    | 45     |
| 6.  | Partick Thistle              | 33  | 10 | 11 | 12 | 035:380 | −3    | 41     |
| 7.  | FC Kilmarnock                | 33  | 7  | 14 | 12 | 030:490 | −19   | 35     |
| 8.  | Ross County (L)              | 33  | 7  | 12 | 14 | 037:540 | −17   | 33     |
| 9.  | Hamilton Academical          | 33  | 6  | 14 | 13 | 030:480 | −18   | 32     |
| 10. | FC Motherwell                | 33  | 8  | 8  | 17 | 038:610 | −23   | 32     |
| 11. | FC Dundee                    | 33  | 8  | 6  | 19 | 033:530 | −20   | 30     |
| 12. | Inverness Caledonian Thistle | 33  | 4  | 13 | 16 | 036:620 | −26   | 25     |

Platzierungskriterien: 1. Punkte – 2. Tordifferenz – 3. geschossene Tore

| 1. Runde 2016/17: |

| Zum Saisonende 2015/16: |                                                  |
| (M)                     | Meister des Vorjahres                            |
| (L)                     | Ligapokalsieger des Vorjahres                    |
| (C)                     | Challenge Cup Sieger des Vorjahres               |
| (N)                     | Aufsteiger aus der Scottish Championship 2015/16 |

## 2. Runde

### Meisterschafts-Play-offs

#### Abschlusstabelle
| Pl. | Verein                 | Sp. | S  | U  | N  | Tore    | Diff. | Punkte |
| --- | ---------------------- | --- | -- | -- | -- | ------- | ----- | ------ |
| 1.  | Celtic Glasgow (M)     | 38  | 34 | 4  | 0  | 106:250 | +81   | 106    |
| 2.  | FC Aberdeen            | 38  | 24 | 4  | 10 | 074:350 | +39   | 76     |
| 3.  | Glasgow Rangers (N, C) | 38  | 19 | 10 | 9  | 056:440 | +12   | 67     |
| 4.  | FC St. Johnstone       | 38  | 17 | 7  | 14 | 050:460 | +4    | 58     |
| 5.  | Heart of Midlothian    | 38  | 12 | 10 | 16 | 055:520 | +3    | 46     |
| 6.  | Partick Thistle        | 38  | 10 | 12 | 16 | 038:540 | −16   | 42     |

| 2. Runde |

| Zum Saisonende 2015/16 |                                             |
| (M)                    | Meister des Vorjahres                       |
| (C)                    | Challenge Cup Sieger des Vorjahres          |
| (N)                    | Neuaufsteiger aus der Scottish Championship |

### Abstiegs-Play-offs

#### Abschlusstabelle
| Pl. | Verein                       | Sp. | S  | U  | N  | Tore    | Diff. | Punkte |
| --- | ---------------------------- | --- | -- | -- | -- | ------- | ----- | ------ |
| 7.  | Ross County (L)              | 38  | 11 | 13 | 14 | 048:580 | −10   | 46     |
| 8.  | FC Kilmarnock                | 38  | 9  | 14 | 15 | 036:560 | −20   | 41     |
| 9.  | FC Motherwell                | 38  | 10 | 8  | 20 | 046:690 | −23   | 38     |
| 10. | FC Dundee                    | 38  | 10 | 7  | 21 | 038:620 | −24   | 37     |
| 11. | Hamilton Academical          | 38  | 7  | 14 | 17 | 037:560 | −19   | 35     |
| 12. | Inverness Caledonian Thistle | 38  | 7  | 13 | 18 | 044:710 | −27   | 34     |

| 2. Runde |

| Zum Saisonende 2015/16 |                               |
| (L)                    | Ligapokalsieger des Vorjahres |

## Relegation
Teilnehmer an den Relegationsspielen um einen Platz für die folgende Saison 2017/18 sind Greenock Morton, der FC Falkirk und Dundee United aus der diesjährigen Championship. Hinzu kommt der Vorletzte aus der diesjährigen Premiership. Der Sieger jeder Runde wird in zwei Spielen ermittelt, wobei in der ersten Runde die Mannschaften die sich am Saisonende der Championship auf den Plätzen 3 und 4 befinden aufeinander treffen. Danach spielt der Sieger dieses Spiels in der zweiten Runde gegen den zweiten aus der Championship. Die letzte Runde wird zwischen dem Elftplatzierten aus der Premiership und dem Sieger der zweiten Runde ausgetragen. Der Sieger der dritten Runde erhält einen Platz für die neue Saison in der Premiership.
Erste Runde
Die Spiele wurden am 9. und 13. Mai 2017 ausgetragen.
|                 | Gesamt |               | Hinspiel | Rückspiel |
| --------------- | ------ | ------------- | -------- | --------- |
| Greenock Morton | 1:5    | Dundee United | 1:2      | 0:3       |

Zweite Runde
Die Spiele wurden am 17. und 20. Mai 2017 ausgetragen.
|               | Gesamt |            | Hinspiel | Rückspiel |
| ------------- | ------ | ---------- | -------- | --------- |
| Dundee United | 4:3    | FC Falkirk | 2:2      | 2:1       |

Dritte Runde
Die Spiele wurden am 25. und 28. Mai 2017 ausgetragen.
|               | Gesamt |                     | Hinspiel | Rückspiel |
| ------------- | ------ | ------------------- | -------- | --------- |
| Dundee United | 0:1    | Hamilton Academical | 0:0      | 0:1       |

## Personal und Sponsoren
| Verein                       | Logo | Trainer                 | Kapitän         | Ausrüster   | Hauptsponsor                 |
| ---------------------------- | ---- | ----------------------- | --------------- | ----------- | ---------------------------- |
| FC Aberdeen                  |      | Derek McInnes           | Ryan Jack       | Adidas      | Saltire Energy               |
| Celtic Glasgow               |      | Brendan Rodgers         | Scott Brown     | New Balance | Dafabet                      |
| FC Dundee                    |      | Neil McCann (Interim)   | James McPake    | Puma        | McEwan Fraser Legal          |
| Hamilton Academical          |      | Martin Canning          | Michael Devlin  | Adidas      | SuperSeal (H), NetBet (A)    |
| Heart of Midlothian          |      | Ian Cathro              | Perry Kitchen   | Puma        | Save the Children            |
| Inverness Caledonian Thistle |      | Richie Foran            | Gary Warren     | Carbrini    | McEwan Fraser Legal          |
| FC Kilmarnock                |      | Lee McCulloch (Interim) | Steven Smith    | Nike        | QTS                          |
| FC Motherwell                |      | Steve Robinson          | Keith Lasley    | Macron      | Motorpoint                   |
| Glasgow Rangers              |      | Pedro Caixinha          | Lee Wallace     | Puma        | 32Red                        |
| Partick Thistle              |      | Alan Archibald          | Abdul Osman     | Joma        | Kingsford Capital Management |
| Ross County                  |      | Jim McIntyre            | Paul Quinn      | Macron      | Stanley CRC Evans Offshore   |
| FC St. Johnstone             |      | Tommy Wright            | Steven Anderson | Joma        | Alan Storrar Cars            |

## Statistiken

### Torschützenliste
Bei gleicher Anzahl von Toren sind die Spieler alphabetisch nach Nachnamen bzw. Künstlernamen sortiert.
| Pl.             | Nat.           | Name                   | Logo | Mannschaft          | Tore |
| --------------- | -------------- | ---------------------- | ---- | ------------------- | ---- |
| 01.             | Nordirland     | Liam Boyce             |      | Ross County         | 23   |
| 02.             | England        | Scott Sinclair         |      | Celtic Glasgow      | 21   |
| 03.             | Frankreich     | Moussa Dembélé         |      | Celtic Glasgow      | 17   |
| 04.             | Schottland     | Stuart Armstrong       |      | Celtic Glasgow      | 15   |
| 04.             | England        | Louis Moult            |      | FC Motherwell       | 15   |
| 06.             | Schottland     | Kris Doolan            |      | Partick Thistle     | 14   |
| 07.             | Schottland     | Leigh Griffiths        |      | Celtic Glasgow      | 12   |
| 07.             | Irland         | Adam Rooney            |      | FC Aberdeen         | 12   |
| 07.             | Schottland     | Jamie Walker           |      | Heart of Midlothian | 12   |
| 10.             | Schottland     | Kenny Miller           |      | Glasgow Rangers     | 11   |
| 11.             | Nordirland     | Niall McGinn           |      | FC Aberdeen         | 10   |
| 11.             | Schottland     | Danny Swanson          |      | FC St. Johnstone    | 10   |
| 13.             | Kanada         | Marcus Haber           |      | FC Dundee           | 09   |
| 13.             | Irland         | Jonny Hayes            |      | FC Aberdeen         | 09   |
| 13.             | Schottland     | Steven MacLean         |      | FC St. Johnstone    | 09   |
| 13.             | Australien     | Scott McDonald         |      | FC Motherwell       | 09   |
| 13.             | England        | Patrick Roberts        |      | Celtic Glasgow      | 09   |
| 18.             | Schottland     | Ali Crawford           |      | Hamilton Academical | 08   |
| 18.             | Schottland     | Kris Boyd              |      | FC Kilmarnock       | 08   |
| 18.             | England        | Alex Fisher            |      | Inverness CT        | 08   |
| 18.             | Elfenbeinküste | Souleymane Coulibaly 1 |      | FC Kilmarnock       | 08   |
| 18.             | Schottland     | Callum Paterson        |      | Heart of Midlothian | 08   |
| Stand: Endstand |                |                        |      |                     |      |

### Zuschauertabelle
Die Zuschauertabelle zeigt die besuchten Heimspiele an. Die Reihenfolge ist nach pro Spiel sortiert.
|                                   | Verein              | Zuschauer | pro Spiel | Heimspiele |
| --------------------------------- | ------------------- | --------- | --------- | ---------- |
| 01.                               | Celtic Glasgow      | 1.037.864 | 54.624    | 19         |
| 02.                               | Glasgow Rangers     | 928.774   | 48.883    | 19         |
| 03.                               | Heart of Midlothian | 310.192   | 16.326    | 19         |
| 04.                               | FC Aberdeen         | 240.176   | 12.641    | 19         |
| 05.                               | FC Dundee           | 122.200   | 6.432     | 19         |
| 06.                               | FC Kilmarnock       | 94.310    | 4.964     | 19         |
| 07.                               | FC Motherwell       | 85.229    | 4.486     | 19         |
| 08.                               | FC St. Johnstone    | 83.451    | 4.392     | 19         |
| 09.                               | Partick Thistle     | 85.648    | 4.282     | 20         |
| 10.                               | Ross County         | 73.860    | 4.103     | 18         |
| 11.                               | Inverness CT        | 74.968    | 3.946     | 19         |
| 12.                               | Hamilton Academical | 48.082    | 2.531     | 19         |
| Gesamt                            | Gesamt              | 3.184.754 | 13.968    | 228        |
| Endstand, Quelle: weltfussball.de |                     |           |           |            |

## Trainerwechsel
| Verein | Verein                       | Trainer                | Grund                         | Datum            | Tabellenplatz | Nachfolger              |
| ------ | ---------------------------- | ---------------------- | ----------------------------- | ---------------- | ------------- | ----------------------- |
|        | Inverness Caledonian Thistle | John Hughes            | Vertrag aufgelöst             | 20. Mai 2016     | Sommerpause   | Richie Foran            |
|        | Celtic Glasgow               | Ronny Deila            | Vertragsende                  | 30. Juni 2016    | Sommerpause   | Brendan Rodgers         |
|        | Heart of Midlothian          | Robbie Neilson         | Wechsel zu Milton Keynes Dons | 6. Dezember 2016 | 3.            | Ian Cathro              |
|        | Glasgow Rangers              | Mark Warburton         | Rücktritt                     | 10. Februar 2017 | 3.            | Graeme Murty (Interim)  |
|        | FC Kilmarnock                | Lee Clark              | Wechsel zum FC Bury           | 15. Februar 2017 | 6.            | Lee McCulloch (Interim) |
|        | FC Motherwell                | Mark McGhee            | Entlassen                     | 28. Februar 2017 | 10.           | Steve Robinson 1        |
|        | Glasgow Rangers              | Graeme Murty (Interim) | Interimstrainer               | 11. März 2017    | 3.            | Pedro Caixinha          |
|        | FC Dundee                    | Paul Hartley           | Entlassen                     | 17. April 2017   | 11.           | Neil McCann (Interim)   |

## Schiedsrichter
| Name                              | Geboren       | Land        | Spiele      |     |    |    | Anmerkung           |
| --------------------------------- | ------------- | ----------- | ----------- | --- | -- | -- | ------------------- |
| John Beaton                       | 29. Jan. 1982 | Schottland  | 21          | 74  | 4  | 0  | FIFA-Schiedsrichter |
| William Collum                    | 18. Jan. 1979 | Schottland  | 21          | 68  | 3  | 2  | FIFA-Schiedsrichter |
| Andrew Dallas                     | 1. Feb. 1983  | Schottland  | 21          | 83  | 2  | 3  |                     |
| Craig A. Thomson                  | 20. Juni 1972 | Schottland  | 20          | 66  | 0  | 3  | FIFA-Schiedsrichter |
| Kevin Clancy                      | 23. Nov. 1983 | Schottland  | 19          | 82  | 0  | 3  | FIFA-Schiedsrichter |
| Steven McLean                     | 1. Apr. 1981  | Schottland  | 19          | 80  | 4  | 2  | FIFA-Schiedsrichter |
| Nick Walsh                        |               | Schottland  | 18          | 75  | 1  | 1  |                     |
| Don Robertson                     | 1. Jan. 1987  | Schottland  | 18          | 64  | 0  | 4  |                     |
| Bobby Madden                      | 25. Okt. 1978 | Schottland  | 17          | 45  | 1  | 1  | FIFA-Schiedsrichter |
| Alan Muir                         | 10. Mai 1975  | Schottland  | 12          | 55  | 2  | 0  |                     |
| Crawford Allan                    | 16. Mai 1967  | Schottland  | 11          | 31  | 1  | 1  |                     |
| Euan Anderson                     | 16. März 1983 | Schottland  | 11          | 51  | 1  | 1  |                     |
| Stephen Finnie                    | 13. Okt. 1969 | Schottland  | 9           | 26  | 2  | 0  |                     |
| Greg Aitken                       | 7. Juli 1977  | Schottland  | 7           | 23  | 0  | 0  |                     |
| Barry Cook                        | 6. Juni 1977  | Schottland  | 4           | 16  | 0  | 0  |                     |
| Mark McLean                       |               | Schottland  | 1           | 4   | 0  | 0  |                     |
| Gesamt: 228                       | Gesamt: 228   | Gesamt: 228 | Gesamt: 228 | 843 | 21 | 21 |                     |
| Quelle: weltfussball.de, Endstand |               |             |             |     |    |    |                     |

## Auszeichnungen während der Saison
| Monat          | Trainer des Monats                          | Spieler des Monats                  |
| -------------- | ------------------------------------------- | ----------------------------------- |
| August 2016    | Brendan Rodgers (Celtic Glasgow)            | Liam Boyce (Ross County)            |
| September 2016 | Richie Foran (Inverness Caledonian Thistle) | Moussa Dembélé (Celtic Glasgow)     |
| Oktober 2016   | Brendan Rodgers (Celtic Glasgow)            | Adam Barton (Partick Thistle)       |
| November 2016  | Robbie Neilson (Heart of Midlothian)        | Bjørn Johnsen (Heart of Midlothian) |
| Dezember 2016  | Brendan Rodgers (Celtic Glasgow)            | Stuart Armstrong (Celtic Glasgow)   |
| Januar 2017    | Winterpause (keine Vergabe)                 | Winterpause (keine Vergabe)         |
| Februar 2017   | Paul Hartley (FC Dundee)                    | Moussa Dembélé (Celtic Glasgow)     |
| März 2017      | Derek McInnes (FC Aberdeen)                 | Stuart Armstrong (Celtic Glasgow)   |
| April 2017     | Brendan Rodgers (Celtic Glasgow)            | Liam Boyce (Ross County)            |

## Die Meistermannschaft von Celtic Glasgow
(Berücksichtigt wurden Spieler mit mindestens einem Einsatz; in Klammern sind die Einsätze und Tore angegeben)
| Celtic Glasgow | |
|                | - Tor: Dorus de Vries (3/0), Craig Gordon (35/0) - Abwehr: Dedryck Boyata (17/5), Cristian Gamboa (17/0), Emilio Izaguirre (12/0), Saidy Janko (2/0), Mikael Lustig (29/1), Eoghan O’Connell (2/0), Tony Ralston (1/0), Jozo Šimunović (25/1), Erik Sviatchenko (28/1), Kieran Tierney (24/1), Kolo Touré (9/0) - Mittelfeld: Stuart Armstrong (31/15), Nir Biton (26/1), Scott Brown (33/1), Ryan Christie (5/1), Kouassi Eboue (4/0), James Forrest (28/6), Liam Henderson (10/1), Stefan Johansen (0/0), Gary Mackay-Steven (8/0), Callum McGregor (31/6), Tom Rogić (22/7), - Angriff: Jack Aitchison (2/0), Nadir Çiftçi (1/0), Moussa Dembélé (29/17), Leigh Griffiths (23/12), Calvin Miller (1/0), Patrick Roberts (32/9), Scott Sinclair (35/21), Michael Johnston (1/0) - Trainer: Brendan Rodgers |

## Berichterstattung
In Deutschland strahlt der Pay-TV-Sender Sport1+ einige Partien Live aus. So wurde unter anderem am 5. Spieltag das Old-Firm-Derby zwischen Celtic Glasgow und den Glasgow Rangers übertragen.